# Engelsbergs bruk
Engelsbergs bruk är ett före detta järnbruk som ligger vid sjön Åmänningen strax utanför tätorten Ängelsberg i Fagersta kommun i Västmanlands län. Engelsbergs bruk anses vara ett välbevarat industriminne och har därigenom utnämnts till världsarv år 1993. Den historiska anläggningen är den del av Ekomuseum Bergslagen.

## Historik

Karta över Engelsbergs bruk.

Bruket, som historiskt tillhört Västervåla socken och Gamla Norbergs bergslag, anlades 1681 av häradshövdingen Per Larsson Gyllenhöök (1645–1706). Då hade järnbearbetning redan bedrivits på platsen sedan länge av bergsmän. Per Larsson Gyllenhöök och senare hans son Anders Gyllenhöök (1674–1757) utvecklade bruket, så att det i början av 1700-talet bestod av tre hyttor, tre hammarsmedjor, en såg och en vattenkvarn.
Anders Gyllenhöök sålde Engelsberg 1728 till familjen Söderhielm, som under 1700-talet moderniserade bruket ytterligare. 1746 brann herrgården och fick nyuppföras. Lorents Petter Söderhielm lät på 1780-talet uppföra den västra flygeln på herrgården för att få plats med sin stora familj, med sina två hustur hade han nitton barn, av vilka femton nådde vuxen ålder. Han lät även bygga om masugnen. Efter släkten Söderhielm blev Anders Hebbe ägare till Engelsberg, men han bodde under tiden på Högfors bruk. Han sålde det 1825 till Gabriel Casper Timm. Han lät modernisera herrgården som då förfallit. Hyttan, en så kallad mulltimmerhytta fick förhöjd masugnspipa, han byggde en rostugn, installerade malmkross, blåsmaskin och värmapparat, samt lät ersätta de gamla tyskhärdarna med franchecomtéhärdar. Han hade för avsikt att även uppföra två lancashirehärdar men tvingades på grund av begränsade ekonomiska resurser att vänta till 1887 innan han hade råd med detta. Kort därefter tvingades han i konkurs. Hans son och sonson försökte under en tid att driva bruket vidare men 1890 fick man lov att stänga smedjan och 1891 utarrenderades hyttan. Hyttan utarrenderades 1903 -1915 till Fagersta bruk. I stället försökte Clas Gabriel Timm som den siste i släkten som ägde bruket att anlägga en fiskodling i ett område nära Åmänningen och var den förste i Sverige att odla regnbågsforell.
1908 upphörde smidet vid herrsmedjan helt.
Engelsberg fungerade från 1832 som fideikommiss inom familjen Timm. Generalkonsul Axel Ax:son Johnson köpte bruket 1916, varvid fideikommisset upphörde, och inlemmade det i Avesta Jernverks förvaltning. Under hans ledning hölls gamla mulltimmerhyttan ingång en tid men 1919 blåstes den ut för gott. Axel Axelsson Johnson var dock mycket intresserad av äldre järnsmide och lät 1920 uppföra två smidesugnar för att kunna hålla det gamla smidet igång. Fram till 1950-talet hölls traditionen igång att förrätta bolagsstämman vid Ängelsbergs bruk och under en paus besöka smederna i deras arbete.
Engelsbergs bruk ägs fortfarande av familjen Ax:son Johnson genom Nordstjernan AB. Med hjälp av Riksantikvarieämbetet restaurerades bruket på 1970-talet.
Vid bruket finns herrgård, park, brukskontor, arbetarbostäder och industribyggnader. Engelsberg är ett av få bruk i Sverige som har kvar såväl byggnader som det mesta av den tekniska utrustningen.
Bruksmiljön hotades av den stora skogsbrand som härjade i området i augusti 2014, omedelbart sydost om bruket.

## Världsarv
Engelsbergs bruk upptogs 1993 på Unescos världsarvslista. Motiveringen löd: 
| ” | Engelsbergs bruk är ett enastående exempel på ett industrikomplex från 1600- till 1800-talen med viktiga tekniska lämningar liksom intakta administrativa byggnader och bostadshus. | „ |

## Fotogalleri

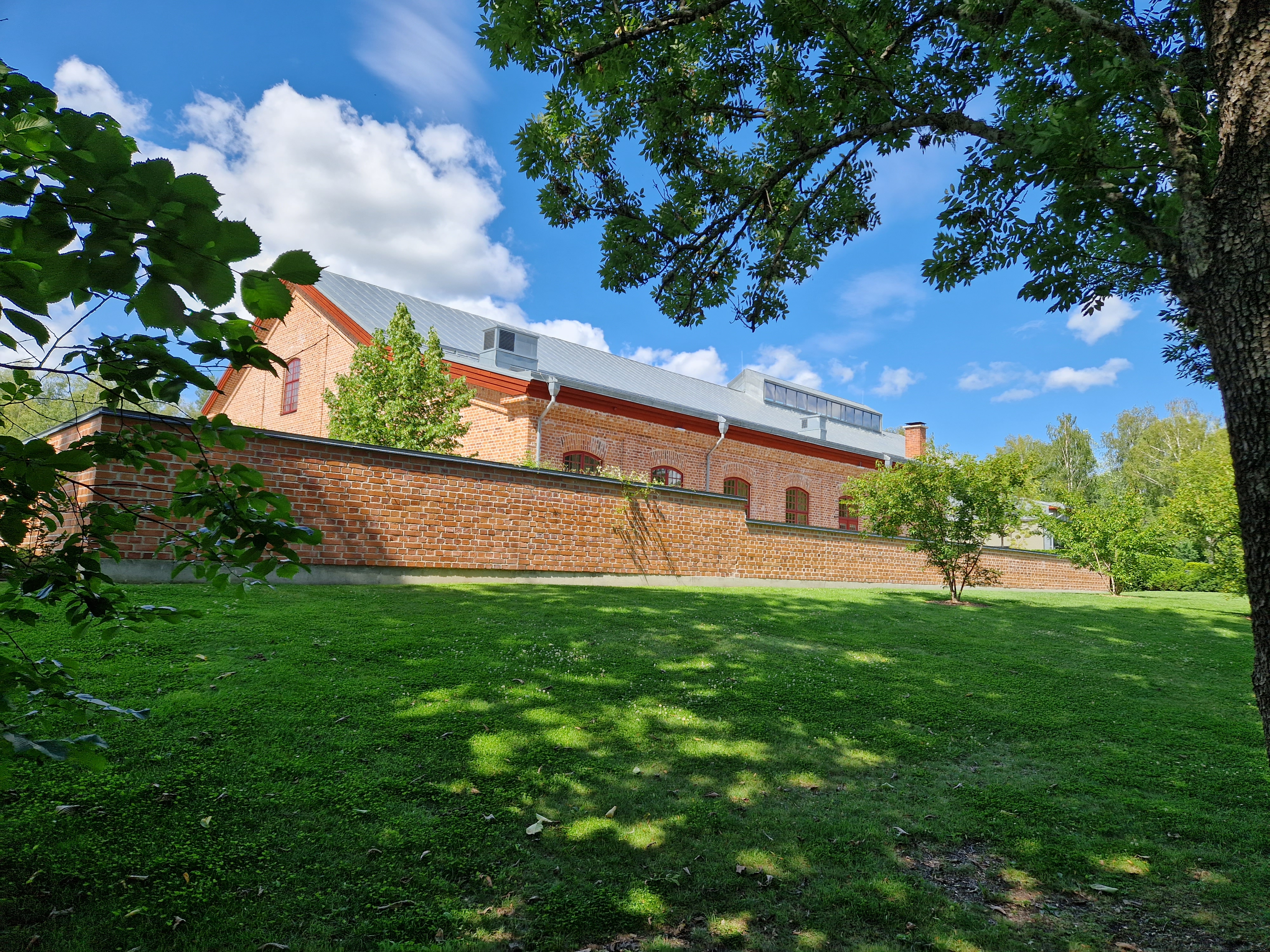
Konferens- och seminarieanläggning
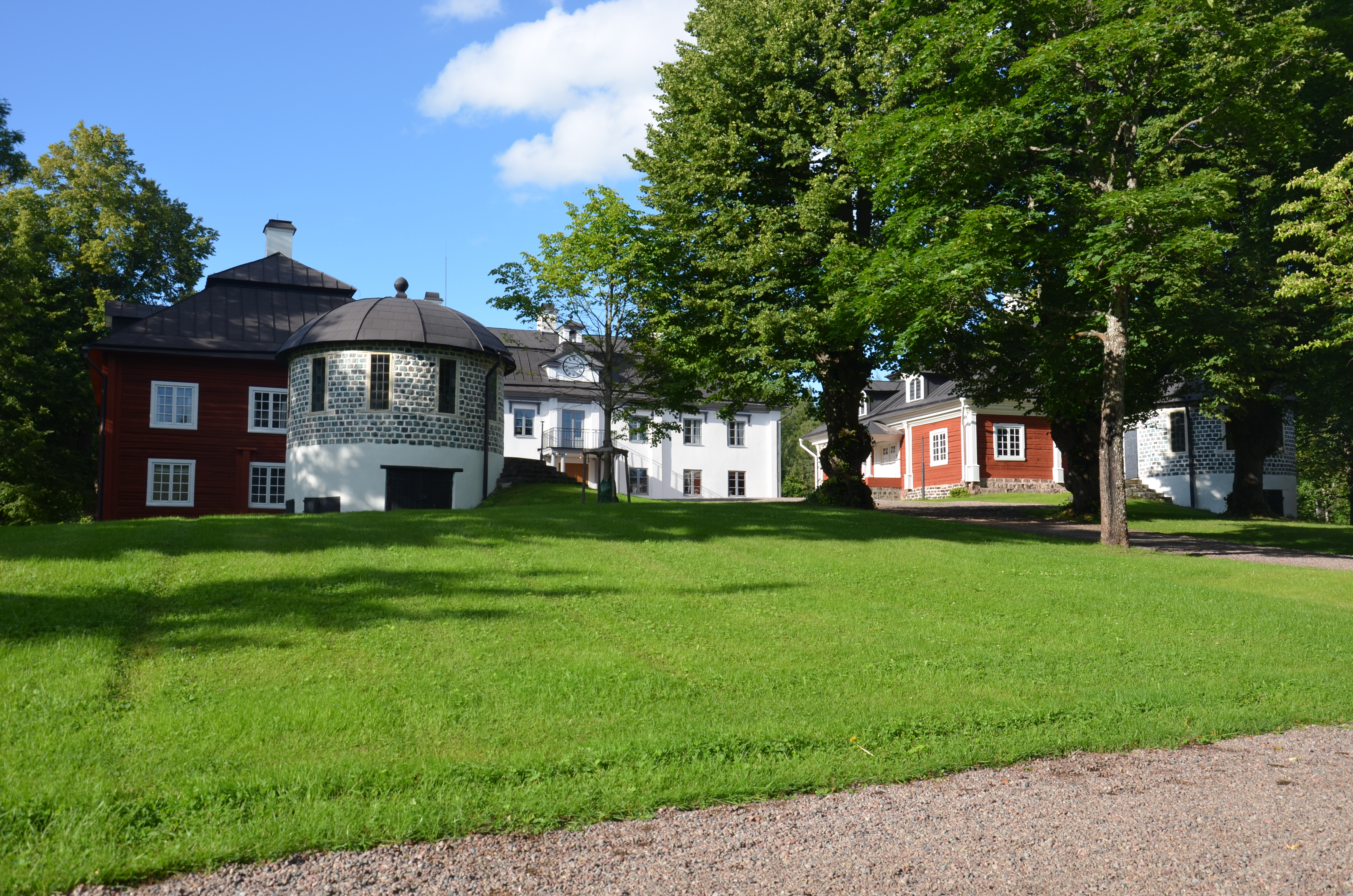
Herrgården med flyglar
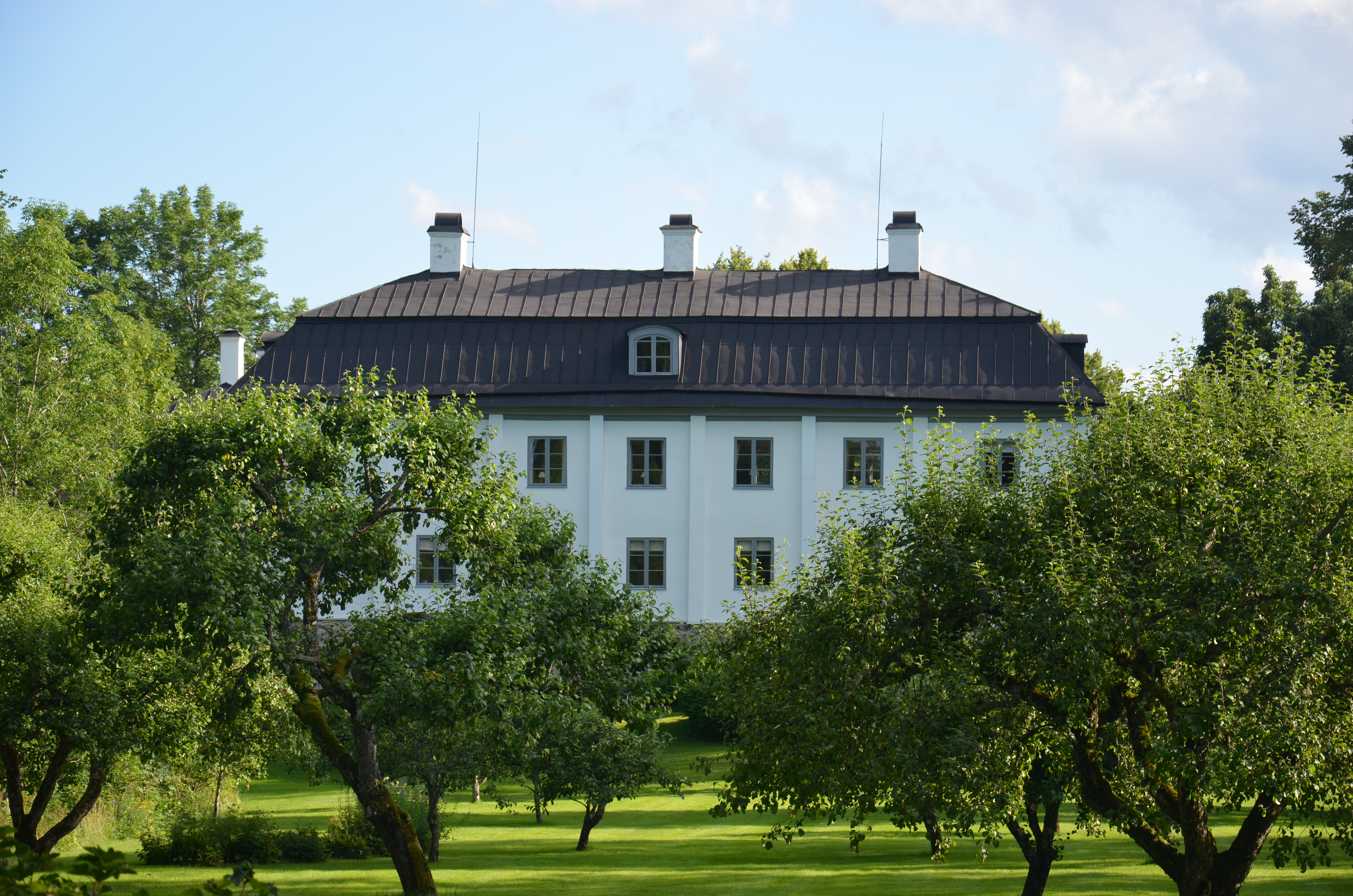
Herrgården från trädgårdssidan
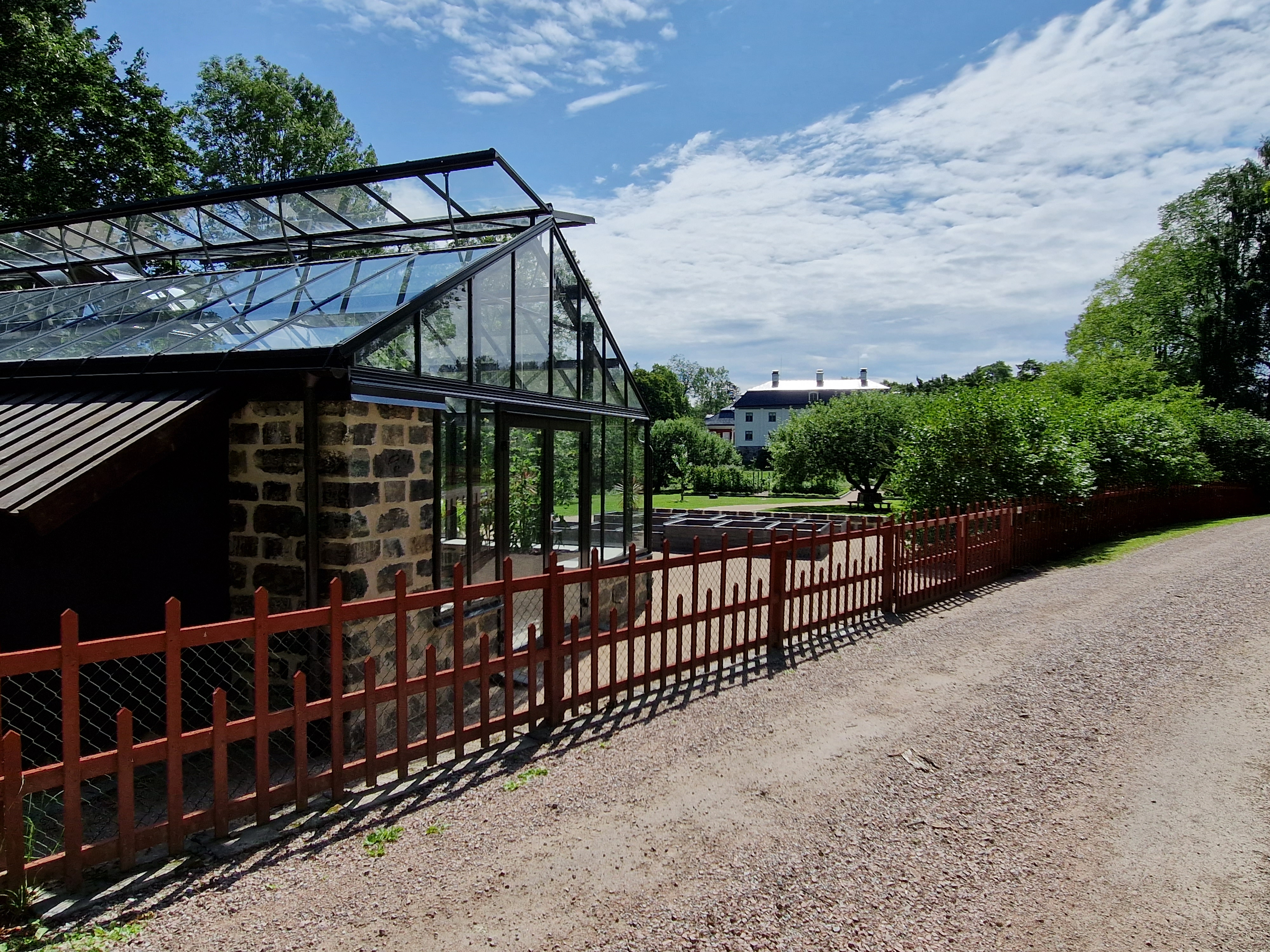
Växthus, köks- och lustträdgård och herrgården
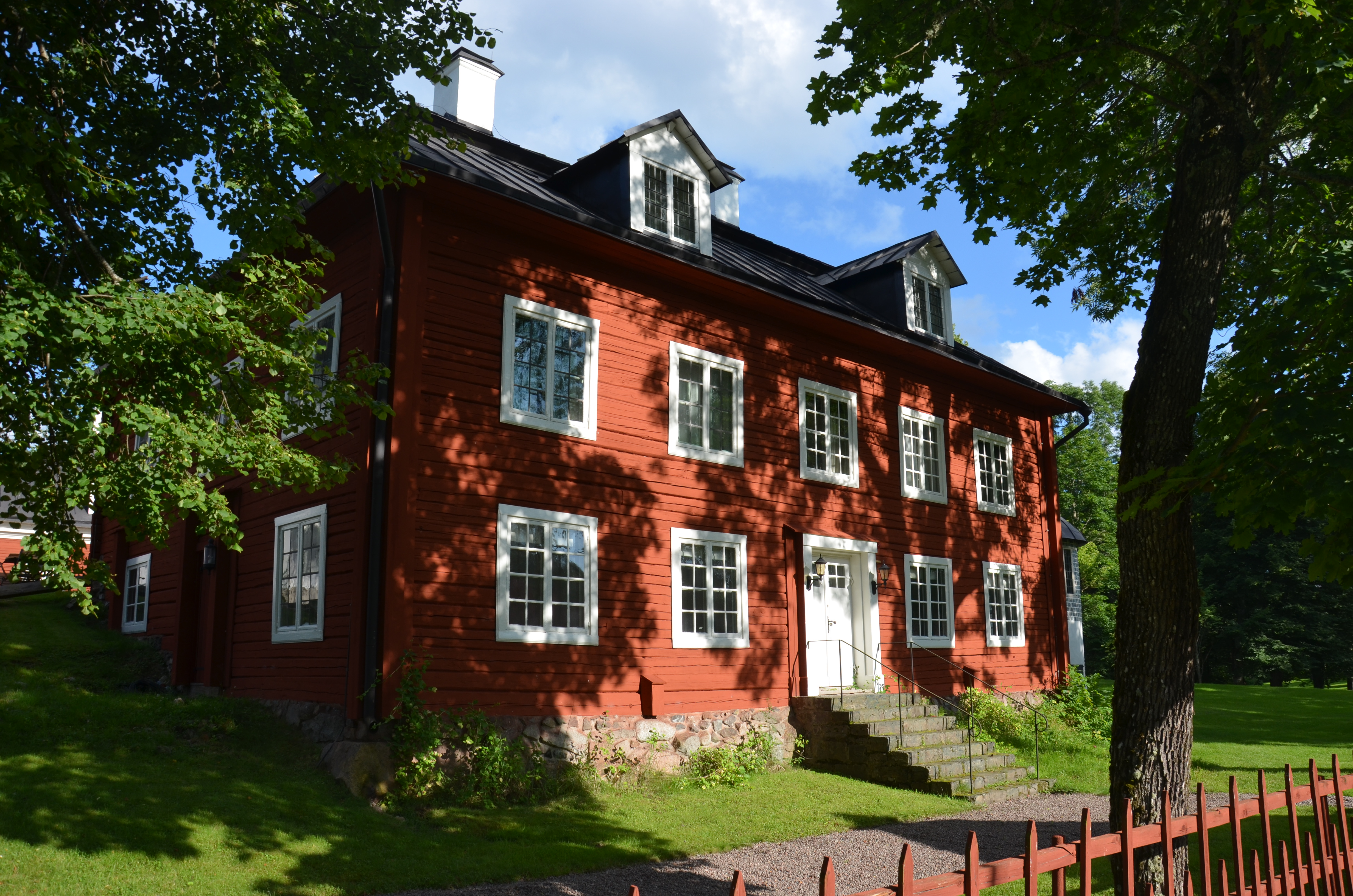
Västra flygeln
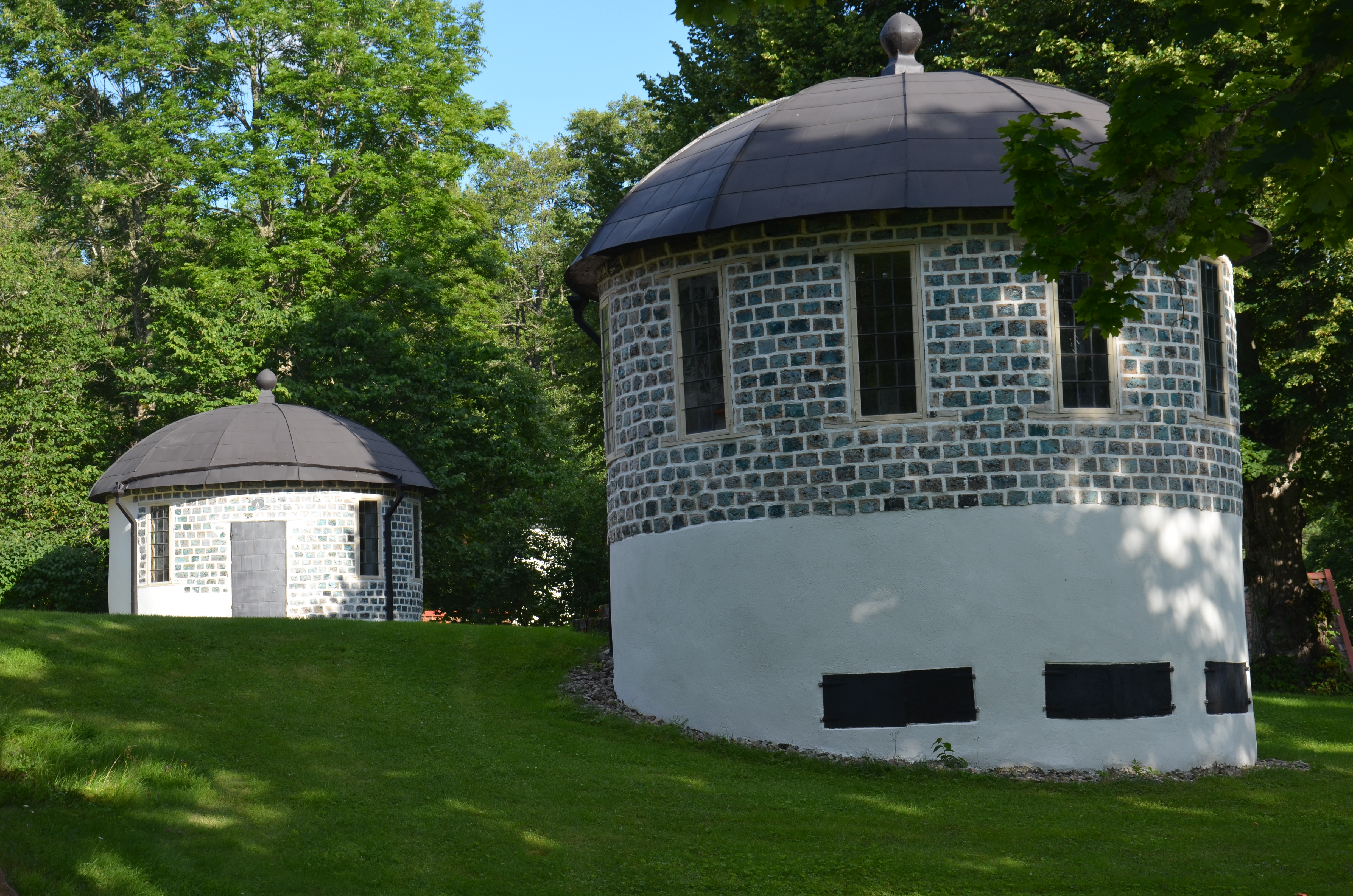
De två slaggstenstornen
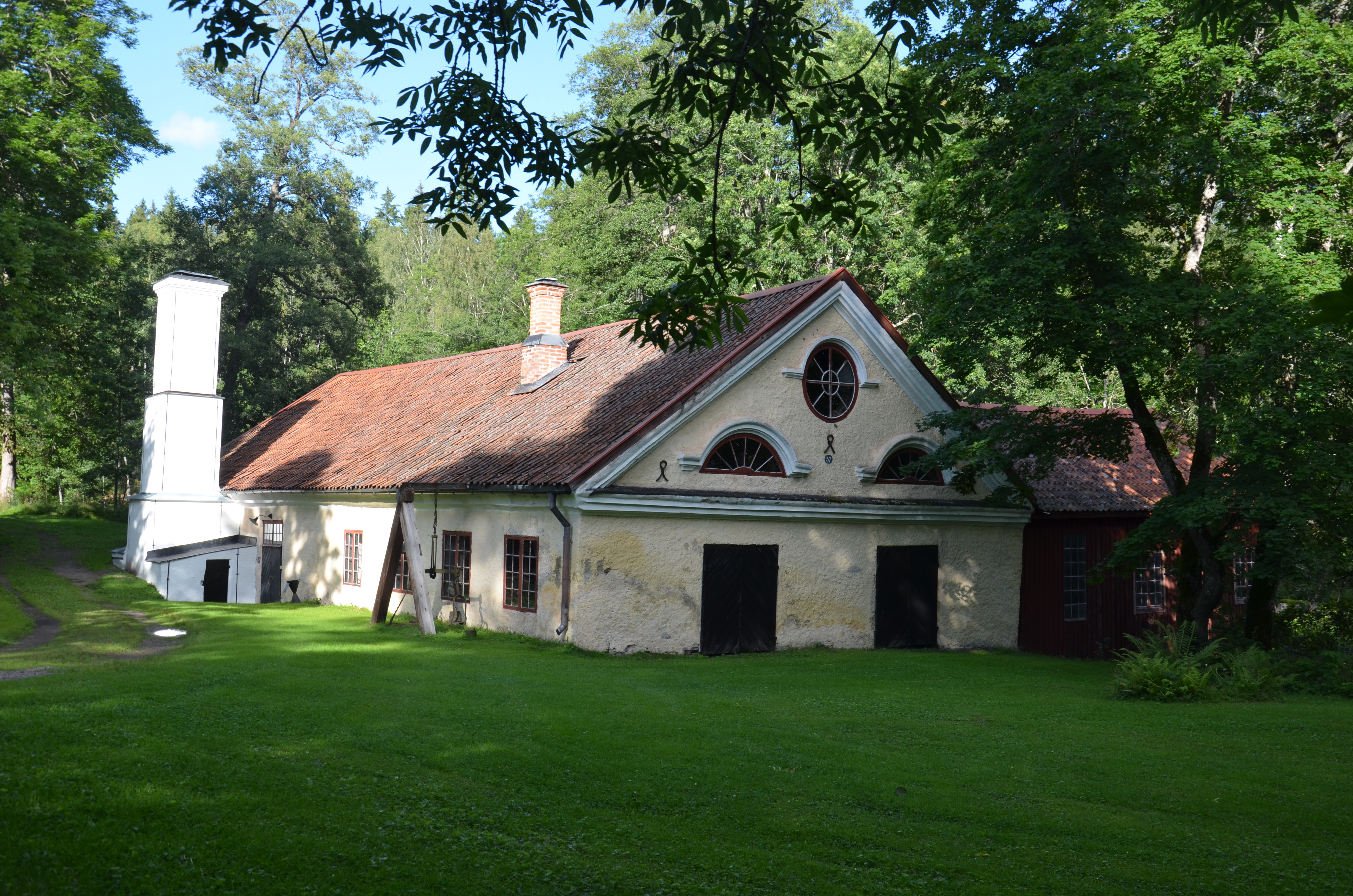
Herrsmedjan
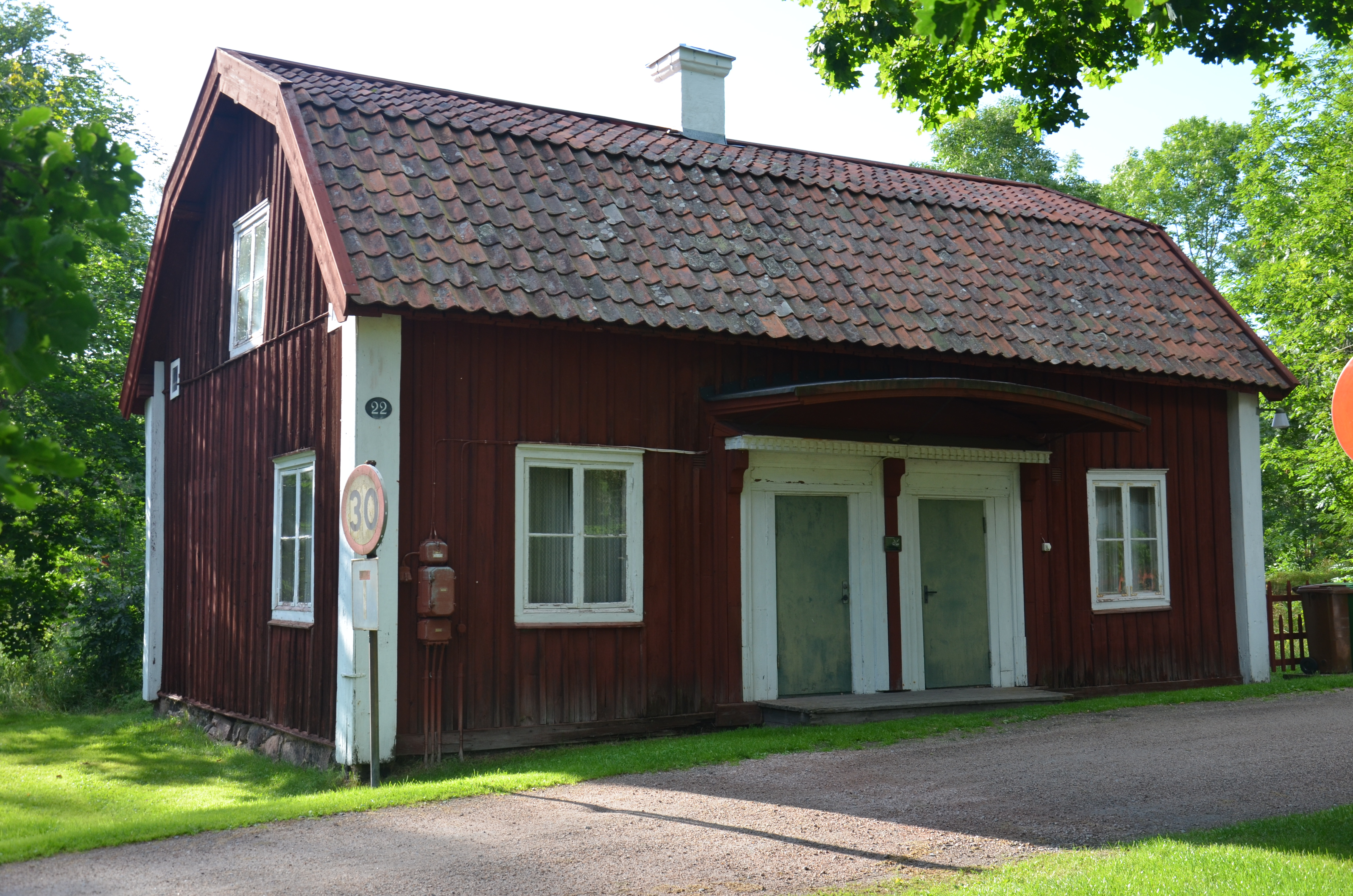
Gamla brukskontoret
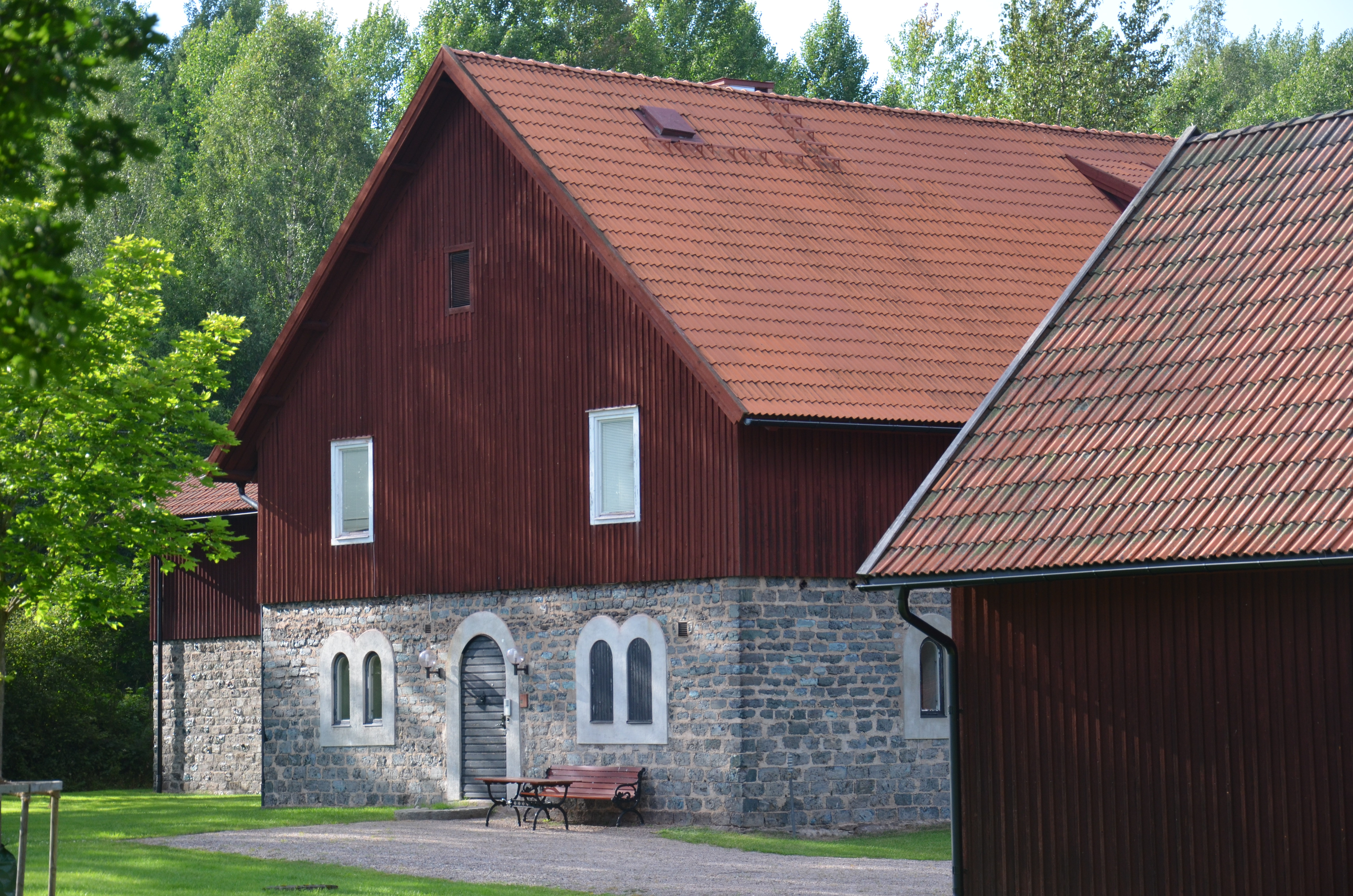
Ax:son Johnson-gruppens arkiv
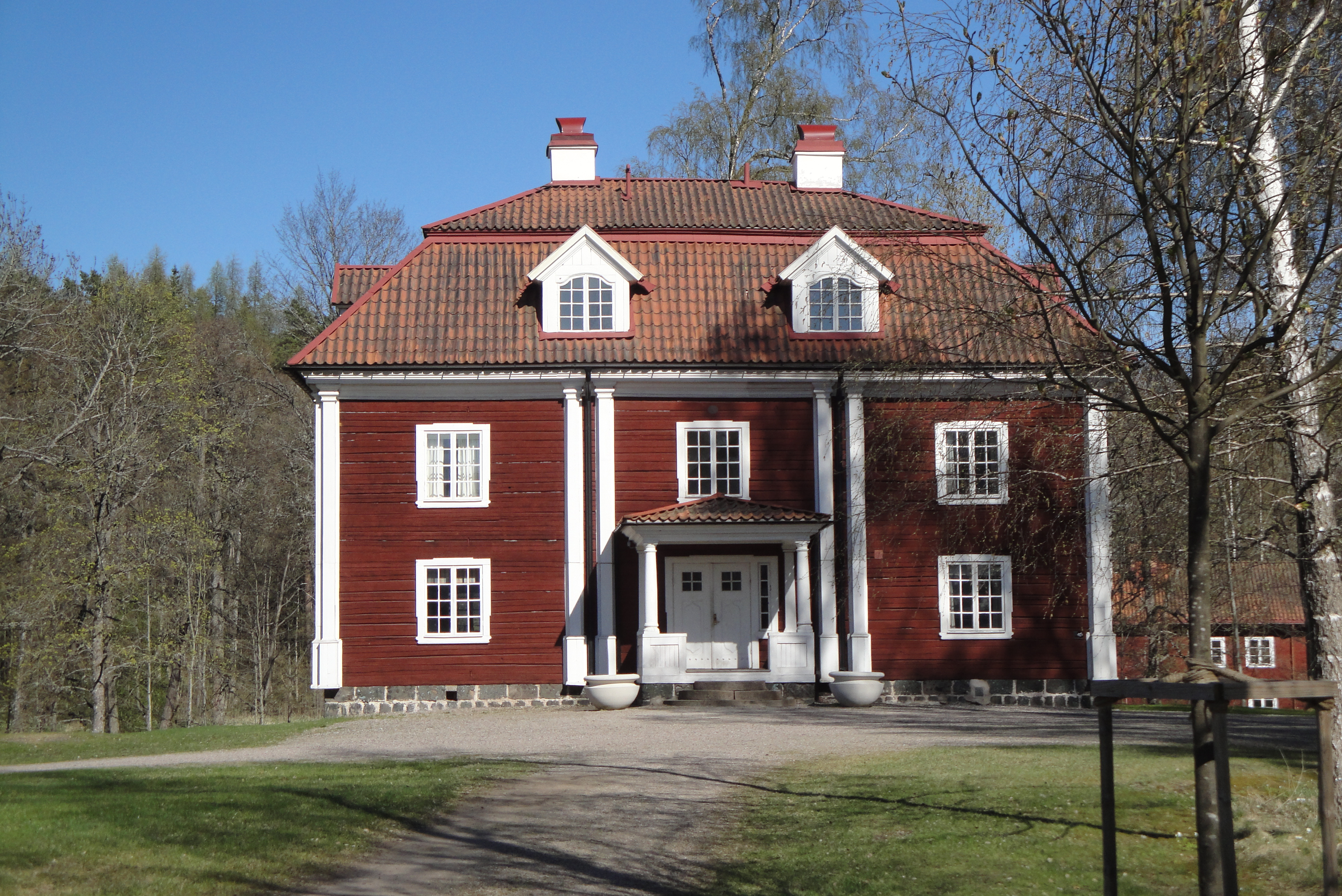
Nya brukskontoret
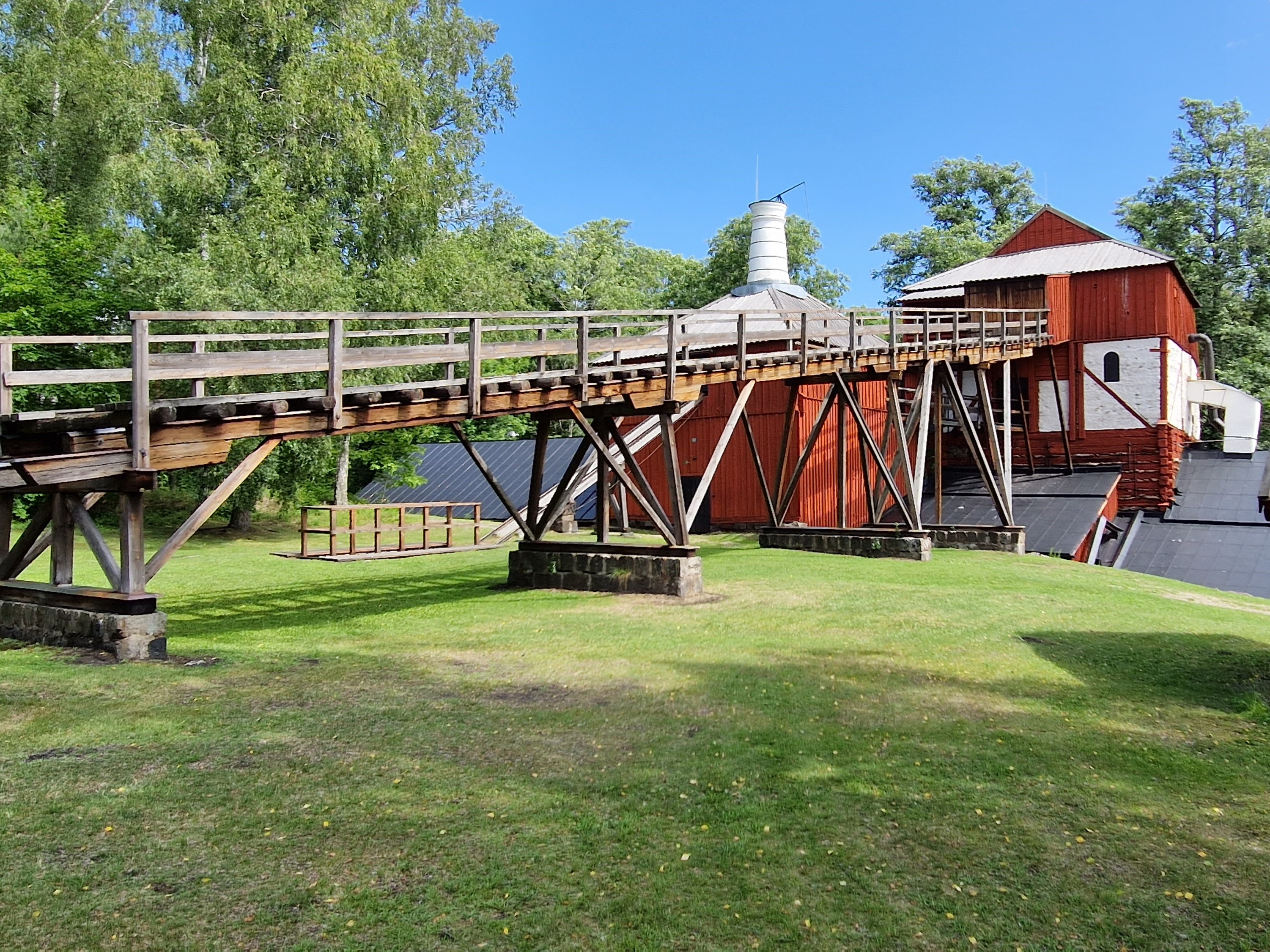
Banan för träkol till masugnens topp. Rostugnen till vänster
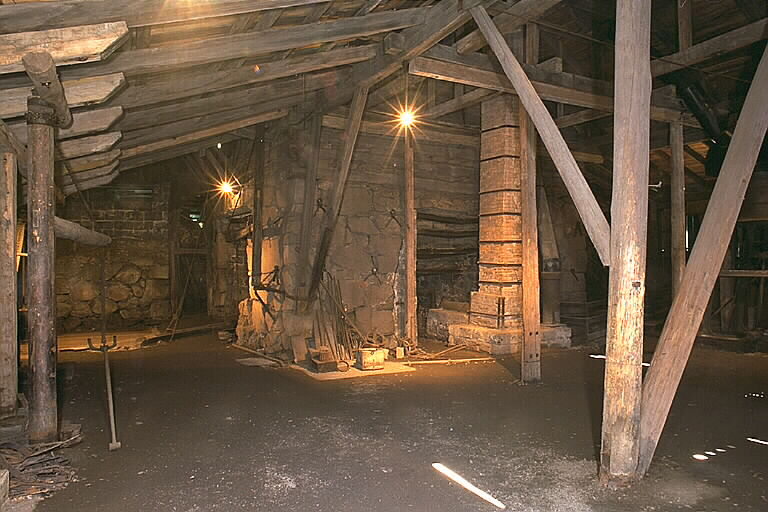
Rådstugan i hyttan. Till vänster: ränna för tappning av flytande tackjärn till formbäddar i golvet, i mitten: masugnen och till höger kanal för inblåsning av förvärmd förbränningsluft